# 李鳳 (嘉靖己丑進士)
李鳳（1489年—1560年），字鳴叔，號中巖，四川敘州府富順縣人，民籍，治《詩經》。

## 生平
七月初三日生，行二，由國子生中式四川鄉試第二十五名舉人，年三十六歲中式嘉靖八年己丑科會試第一百五十一名，第三甲第八十六名進士。授行人，十一年五月选授湖广道試御史，巡视京师中、東二城，又巡视通惠河，丁父忧。起为河南道御史，稱病歸。再起福建道御史，巡按顺天四府，擢升陕西汉中兵备副使，三年任满，致仕归。

## 家族
曾祖李繼宗，贈文林郎，翰林院編修，加贈中憲大夫，南京太常寺少卿，累贈通議大夫，禮部右侍郎；祖李本，資善大夫，南京禮部尚書；父李文昌，鳳陽府照磨；母胡氏，贈孺人。嚴侍下，妻嚴氏，兄李夔。